# Rosa Amarilla
Rosa Amarilla är en ort i Mexiko.   Den ligger i kommunen Maravatío och delstaten Michoacán de Ocampo, i den södra delen av landet, 160 km väster om huvudstaden Mexico City. Rosa Amarilla ligger 2 026 meter över havet och antalet invånare är 182.
Terrängen runt Rosa Amarilla är kuperad åt sydväst, men åt nordost är den platt. Runt Rosa Amarilla är det ganska tätbefolkat, med 104 invånare per kvadratkilometer. Närmaste större samhälle är Maravatío, 12,2 km sydost om Rosa Amarilla. Trakten runt Rosa Amarilla består till största delen av jordbruksmark.